# پست‌دره (مراوه‌تپه)
پست‌دره، روستایی از توابع شهرستان مراوه تپه در استان گلستان ایران است.
این روستا شرقی ترین روستای استان گلستان از لحاظ مختصات جغرافیایی و مسکونی بودن است.

## جمعیت
این روستا در دهستان مراوه تپه قرار دارد و براساس سرشماری مرکز آمار ایران در سال ۱۳۸۵، جمعیت آن ۴۰۸ نفر (۷۳خانوار) بوده‌است.